# Marc Cohn
Marc Craig Cohn, bedre kendt som Marc Cohn (født 5. juli 1959) er en amerikansk singer-songwriter.

## Diskografi
- Marc cohn (1991)
- The rainy season (1993)
- Burning the daze (1998)
- Join the Parade (2007)
- Listening Booth: 1970 (2010)
- Careful What you Dream: Lost Songs and Rarities (2016)